# Indianapolis 500 2002

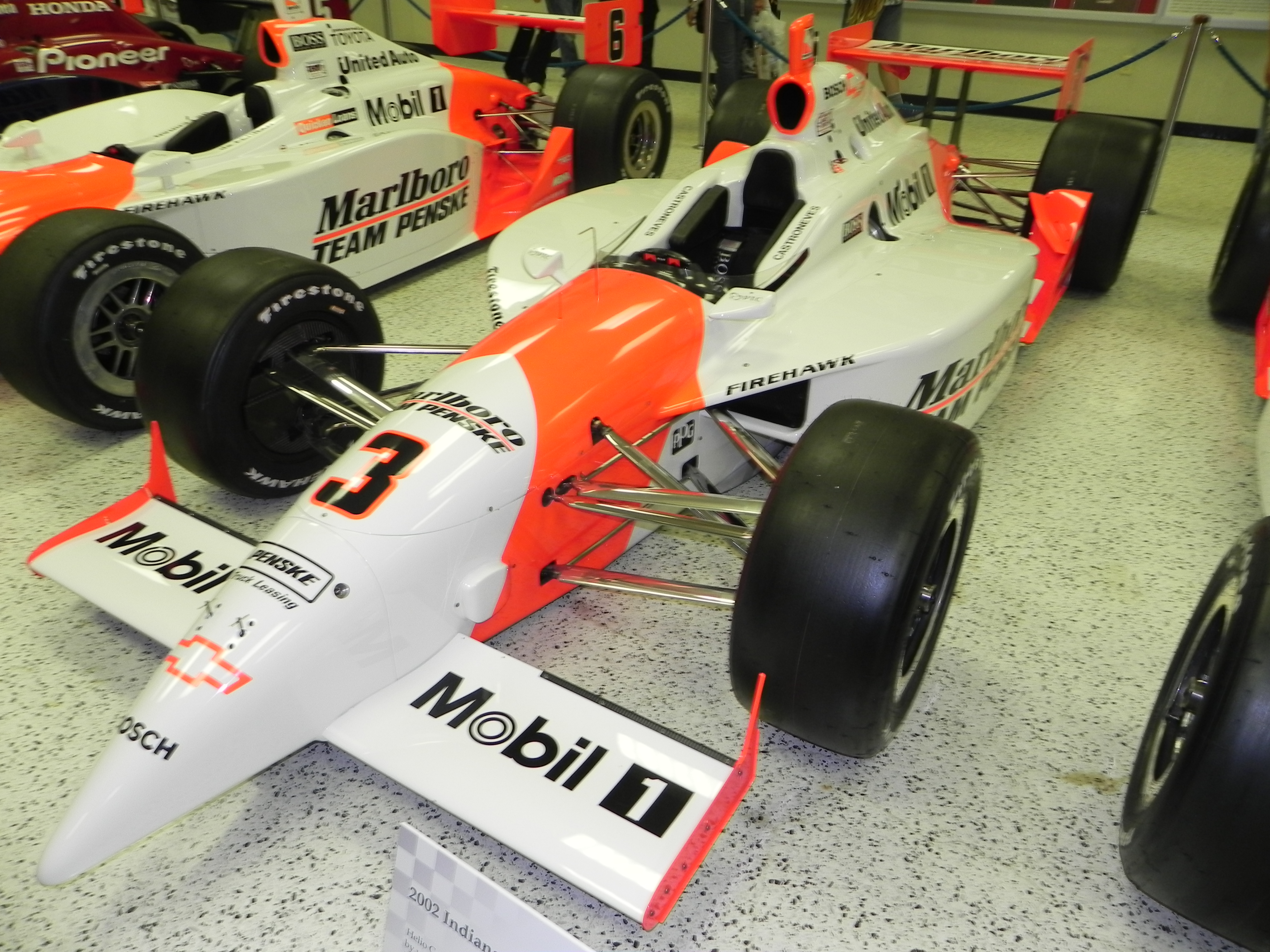
Hélio Castroneves vinnarbil utställd på Indianapolis Motor Speedway Museum.

Indianapolis 500 2002 var ett race som kördes den 26 maj på Indianapolis 500. 
Det var tävlingens 87:e upplaga, och den anses vara en av de mest kontroversiella någonsin. Hélio Castroneves ledde tävlingen när en krasch inträffade samtidigt som Paul Tracy tog sig förbi Castroneves, som hade problem med bränslemängden. Chefsdomaren och tävlingsledaren Brian Barnhart deklarerade Castroneves som ledare, men eftersom de var på sista varvet kunde inte säkerhetsbilen fånga upp de båda, varpå Tracy rullade i mål först av alla, medan en jublande Castroneves gick i mål 19 sekunder senare. Tracy och hans Team KOOL Green överklagade resultatet, och det var först den 2 juli, 37 dagar efter tävlingen beslutet att resultatet skulle stå sig togs. Castroneves tog därmed sin andra raka seger i tävlingen. Bruno Junqueira i Chip Ganassi Racing hade pole position med en snittfart på 231,472 mph (372,51 km/h).

## Resultat
| Plats | Förare            | Team                     | Grid |
| ----- | ----------------- | ------------------------ | ---- |
| 1     | Hélio Castroneves | Marlboro Team Penske     | 13   |
| 2     | Paul Tracy        | Team KOOL Green          | 29   |
| 3     | Felipe Giaffone   | Mo Nunn Racing           | 4    |
| 4     | Alex Barron       | Blair Racing             | 26   |
| 5     | Eddie Cheever     | Cheever Racing           | 6    |
| 6     | Richie Hearn      | Sam Schmidt Racing       | 22   |
| 7     | Michael Andretti  | Team KOOL Green          | 25   |
| 8     | Robby Gordon      | Team Menard              | 11   |
| 9     | Jeff Ward         | Chip Ganassi Racing      | 15   |
| 10    | Gil de Ferran     | Marlboro Team Penske     | 14   |
| 11    | Kenny Bräck       | Chip Ganassi Racing      | 21   |
| 12    | Al Unser Jr.      | Kelley Racing            | 12   |
| 13    | Airton Daré       | A.J. Foyt Enterprises    | 30   |
| 14    | Arie Luyendyk     | Treadway Racing          | 24   |
| 15    | Buddy Lazier      | Hemelgarn Racing         | 20   |
| 16    | Robbie Buhl       | Dreyer & Reinbold Racing | 2    |
| 17    | George Mack       | 310 Racing               | 32   |
| 18    | Billy Boat        | Beck Motorsports         | 23   |
| 19    | Dario Franchitti  | Team KOOL Green          | 27   |
| 20    | Shigeaki Hattori  | Bradley Motorsports      | 12   |
| 21    | Raul Boesel       | Team Menard              | 3    |
| 22    | Laurent Redon     | Conquest Racing          | 16   |
| 23    | Max Papis         | Cheever Racing           | 18   |
| 24    | Sarah Fisher      | Dreyer & Reinbold Racing | 9    |
| 25    | Sam Hornish Jr.   | Patrick Racing           | 7    |
| 26    | Tomas Scheckter   | Cheever Racing           | 10   |
| 27    | Scott Sharp       | Kelley Racing            | 8    |
| 28    | Tony Kanaan       | Mo Nunn Racing           | 5    |
| 29    | Rick Treadway     | Treadway Racing          | 17   |
| 30    | Jimmy Vasser      | Team Rahal               | 19   |
| 31    | Bruno Junqueira   | Chip Ganassi Racing      | 1    |
| 32    | Mark Dismore      | Kelley Racing            | 33   |
| 33    | Greg Ray          | Access Motorsports       | 31   |

Följande förare missade att kvala in
- Billy Roe
- Oriol Servià
- Scott Harrington
- Anthony Lazzaro
- John de Vries
- Johnny Herbert